# Il ritratto di Jennie
Il ritratto di Jennie (Portrait of Jennie) è un film del 1948 diretto da William Dieterle.

## Trama
Eben Adams, giovane pittore in crisi, incontra in una sera d'inverno a Central Park una bambina dalla quale si sente inspiegabilmente incuriosito. Tornato al suo studio, ritrae la fanciulla, Jennie, in uno schizzo pieno di vita che attira l'attenzione di Miss Spinney, una mercante d'arte che lo incita ad approfondire il soggetto. Eben, sia pure non regolarmente, anzi quasi sempre casualmente, continua a incontrare Jennie che ogni volta sembra crescere a vista d'occhio trasformandosi da bambina a ragazza.
Nonostante lei indossi vestiti fuori moda e parli di cose accadute anni prima come se fossero successe da poco, Eben si innamora di lei e riesce a completare il suo ritratto, che risulta un capolavoro. La ragazza poi scompare però nel nulla e il pittore si mette alla sua ricerca basandosi sulle poche cose che lei gli aveva raccontato. Scopre così che Jennie è morta molti anni prima durante una gita in barca nei pressi di un faro. Nella notte dell'anniversario della sua morte, Eben si reca sul luogo della disgrazia e chiama Jennie che gli appare, prima di sparire in mare per sempre. Nel tentativo di raggiungerla, Eben viene travolto dalla tempesta, ma lo salveranno  alcuni pescatori.

## Produzione
Il libro scritto da Robert Nathan attirò subito l'attenzione del produttore David O. Selznick che cercava una storia da proporre a Jennifer Jones. Come per altri film le prime settimane di registrazione non risultarono soddisfacenti per il produttore che chiese la modifica della sceneggiatura.
Gli alti costi della pellicola furono in parte dovuti alla scelta di girare in esterni e non negli studios ma soprattutto per l'inserimento della scena a colori alla fine del film che mostrava appunto il ritratto della protagonista realizzato per il film dal pittore Robert Brackman. 

## Colonna sonora
Gran parte della colonna sonora di Dimitri Tiomkin è basata su alcune composizioni di Claude Debussy (1862-1918), in particolare sulle battute iniziali del suo First Arabesque, piano solo.

## Distribuzione
Il film venne presentato alla 10ª edizione della Mostra internazionale d'arte cinematografica di Venezia dove il protagonista Joseph Cotten venne premiato con la Coppa Volpi per la migliore interpretazione maschile.

## Riconoscimenti
- 1949 - Premio Oscar
  - Oscar ai migliori effetti speciali
- 1953 - Mostra internazionale d'arte cinematografica
  - Coppa Volpi per la migliore interpretazione maschile (Joseph Cotten)